# 토템폴

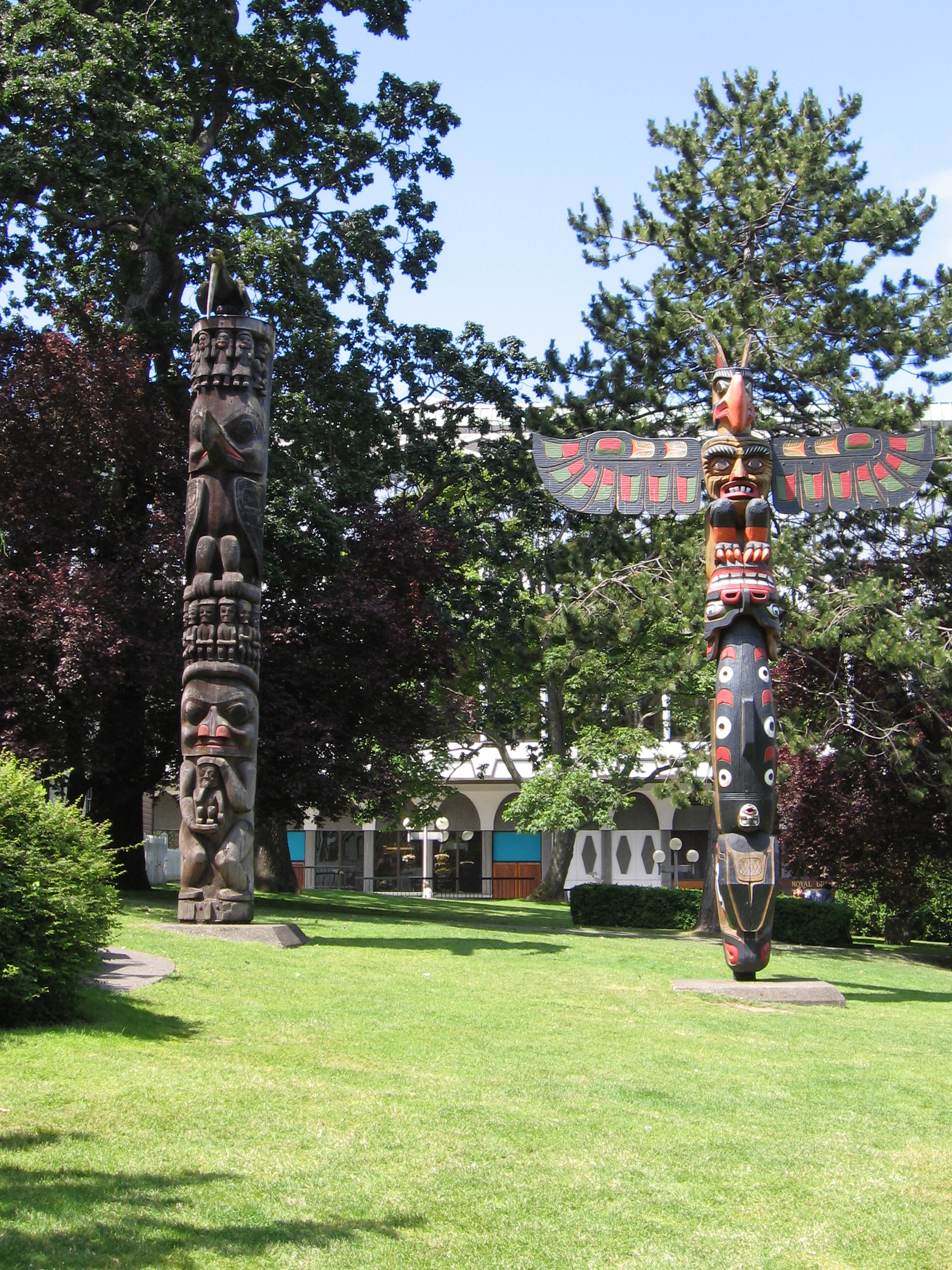

토템폴(영어: Totem pole)은 북아메리카 대륙의 태평양에 면한 북서 해안에 사는 원주민의 대부분이 그들의 집 앞이나 묘지 등에 세우는 기둥 모양의 나무 조각이다.

## 같이 보기
- 화표
- 장승
- 투구장식
- 석비
- 이르민술
- 티키